# Trần Quýnh Minh
Trần Quýnh Minh (giản thể: 陈炯明; phồn thể: 陳炯明; bính âm: Chén Jiǒngmíng; Jyutping: Can4 Gwing2ming4, HKGCR: Chan Kwing Ming, Postal: Chen Kiung-Ming, Wade–Giles: Chen Chiung-Ming) là một quân phiệt trong thời kỳ đầu Trung Hoa Dân Quốc.

## Tiểu sử
Trần Quýnh Minh sinh năm 1878 tại Hải Phong, Quảng Đông. Ông học luật pháp rồi làm quan cho nhà Thanh, sau đó tham gia Cách mạng Dân Quốc, trở thành một lãnh tụ quân sự và dân sự, cũng như chủ trương tái thiết Trung Hoa dưới chính thể cộng hòa dân chủ liên bang. Ông gia nhập Đồng minh hội năm 1909 rồi trở thành Tổng tư lệnh quân đội Quảng Đông. Ông từng giữ chức Đốc quân Quảng Đông ba lần (1911-12, 1913, 1920-23) cũng như Tỉnh trưởng Quảng Đông từ năm 1920-1922 và Đốc quân Quảng Tây từ năm 1921-1922.
Trần có vai trò quan trọng trong phong trào Hộ pháp của Tôn Dật Tiên. Ông cũng đưa Tôn quay lại nắm quyền sau Chiến tranh Việt-Quế. Nhưng 2 người bất đồng về đường lối của chính phủ Quảng Đông. Tôn muốn thống nhất đất nước bằng chiến tranh và tiến hành cải cách dưới sự lãnh đạo của một chính phủ trung ương độc đảng. Trần lại ủng hộ chế độ liên bang đa đảng với Quảng Đông là hình mẫu của chính quyền hiện đại và hòa bình thống nhất Trung Hoa. Tôn bắt đầu nghi ngờ phe chủ trương liên bang, cho rằng các thế lực quân phiệt lấy phong trào này làm cái cớ để hợp thức hóa sự cát cứ của họ.
Quan hệ giữa 2 bên ngày càng xấu đi khi Tôn trở thành "Tổng thống đặc biệt", trái với Ước pháp lâm thời. Chính Trần là người mời Đảng Cộng sản Trung Quốc tới Quảng Đông bất chấp sự phản đối của Tôn rằng những người cộng sản có thể ảnh hưởng xấu đến cách mạng quốc dân. Sau Chiến tranh Trực-Phụng lần thứ 2 năm 1922, một phong trào đòi thống nhất Nam Bắc nổ ra, đòi cả Tôn và Từ Thế Xương từ chức để đưa Lê Nguyên Hồng lên làm Tổng thống Dân Quốc thống nhất. Trần rất ủng hộ kế hoạch này nhưng Tôn lo ngại rằng chính phủ mới rồi cũng chỉ là bù nhìn của Trực hệ.
Tôn Dật Tiên và Trần Quýnh Minh sớm trở mặt với nhau do vấn đề tiếp tục Chiến tranh Bắc phạt. Tôn cho rằng cuộc Bắc phạt đã bắt đầu với việc chiếm được Quảng Tây. Từ đó, ông muốn Trần tiến vào Hồ Nam. Sau khi Ngô Bội Phu của Trực hệ, đang nắm quyền tại Bắc Kinh, tái tổ chức lực lượng tại phương Nam, Trần rời bỏ Tôn. Bất ngờ nổi loạn chống lại Quốc dân đảng năm 1922, Trần cho quân tấn công dinh cơ của Tôn và phủ Tổng thống, buộc Tôn phải trốn lên một chiến hạm và trì hoãn kế hoạch Bắc phạt.
Được sự giúp sức của Đường Kế Nghiêu, Quốc dân đảng tái chiếm Quảng Châu năm 1923. Trần chạy ra Huệ Châu, phía đông Quảng Đông, sau khi quân đội của Tôn đánh bại ông. Từ năm 1923-1925, chính phủ Quảng Đông tổ chức 2 chiến dịch Đông chinh để tiêu diệt ông, và ông phải trốn sang Hồng Kông sau khi tàn quân của ông bị quét sạch vào năm 1925. Ông trở thành đồng minh của Đường Kế Nghiêu, sau khi Đường bị đuổi khỏi Quốc dân đảng sau Chiến tranh Điền-Quế. Ông cũng được bầu làm Tổng lý của Đảng trí công Trung Quốc, Đường là phó. Từ Hồng Kông, ông chỉ trích hệ thống độc đảng của chính phủ Quốc dân và tiếp tục ủng hộ chế độ liên bang đa đảng. Sau khi Nhật Bản xâm lược Mãn Châu, ông công kích chế độ Tưởng Giới Thạch là không chịu kháng Nhật và tổ chức tẩy chay hàng Nhật. Ông mất vì sốt phát ban ngày 22 tháng 9 năm 1933.

## Di sản

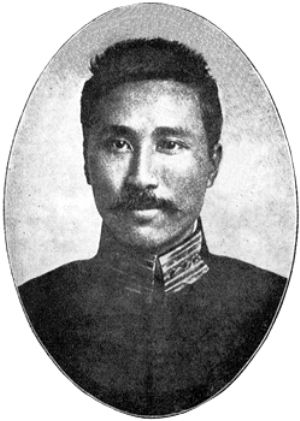

Trần bị cả Quốc dân Đảng lẫn Đảng Cộng sản coi là kẻ phản bội vì nổi dậy chống lại Tôn Dật Tiên vào năm 1922. Quốc dân đảng nhanh chóng xuất bản các tác phẩm về Trần để phê phán ông. Những người cộng sản từng liên minh với Tôn và vẫn coi ông như người khơi mào cho Cách mạng Trung Hoa, và do đó tiếp tục đánh giá Trần là một phần tử phản cách mạng.
Đảng của Trần bảo vệ danh dự của ông như một nhà cách mạng và dân chủ chân chính bằng cách chỉ ra sự loạn lạc, bi kịch và nạn tham nhũng do chế độ độc đảng tập quyền gây ra. Sau khi Đảng trí công Trung Quốc tham gia vào mặt trận thống nhất do Đảng Cộng sản Trung Quốc lập ra, vai trò của Trần bị xóa nhòa trong lịch sử của đảng này. Ngoài gia đình ông, người bảo vệ ông mạnh mẽ nhất là tác gia Trung Hoa Lý Ngao.